# Janiralata holmesi
Janiralata holmesi is een pissebed uit de familie Janiridae. De wetenschappelijke naam van de soort is voor het eerst geldig gepubliceerd in 1905 door Richardson.